# Länsväg 128
Länsväg 128 går sträckan Sävsjö - Broarp (nära Eksjö).
Vägen går inom Sävsjö, Nässjö och Eksjö kommuner, Jönköpings län. Den är vanlig landsväg hela sträckan. Längden är 31 km.
Vägen ansluter till Länsväg 127, Riksväg 31, Riksväg 40 och Riksväg 47.

## Historia
När vägnummer infördes på 1940-talet gavs nummer 124 till denna väg.. År 1962 blev numret 128. Mellan Norra Sandsjö och Broarp går vägen i exakt samma sträckning som på 1950-talet, medan söder om Norra Sandsjö gjordes ett nybygge på 1950/1960-talet.